# بيل نيلسون
بيل نيلسون (بالإنجليزية: Bill Nelson) (و. 1942 – م) هو سياسي، ورائد فضاء، ومحامي من الولايات المتحدة الأمريكية . ولد في ميامي، فلوريدا . تولى منصب Florida State Treasurer/Insurance Commissioner/Fire Marshal (3 يناير 1995–3 يناير 2001)، يعمل كمسؤول عن الإدارة الوطنية للملاحة الجوية والفضاء المعروفة اختصارًا بـ(ناسا). وعضو مجلس نواب فلوريدا من عام 1972 إلى عام 1978، وأحد أعضاء مجلس النواب الأمريكي من عام 1979 إلى عام 1991، وعضو مجلس الشيوخ الأمريكي .
وأخيرا هو عضو في الحزب الديمقراطي الأمريكي ،عمل كأخصائي حمولة في مهمة STS-61-C على متن مكوك الفضاء كولومبيا ، قبل دخوله معترك السياسة خدم في احتياطي الجيش الأمريكي خلال حرب فيتنام.
يُعتبر ديمقراطيًا وسطيًا ومعتدلًا .دعم نيلسون زواج المثليين ، وخفض الضرائب على الأسر ذات الدخل المنخفض والمتوسط ، توسيع البرامج واللوائح البيئية ، حماية قانون الرعاية الميسرة ، ترأس نيلسون لجنة الشيخوخة بمجلس الشيوخ من 2013 إلى 2015 ، وعمل كعضو بارز في لجنة التجارة بمجلس الشيوخ من 2015 إلى 2019.
في 19 مارس 2021 ، أعلن الرئيس جو بايدن عزمه على ترشيح نيلسون لمنصب مدير ناسا . تم تأكيد نيلسون بالإجماع من قبل مجلس الشيوخ في 29 أبريل 2021 ، وأدى اليمين أمام نائبة الرئيس كامالا هاريس في 3 مايو 2021

## ريادة الفضاء
شارك في المهمات الفضائية:
- رحلة الفضاء STS-61-C.

## التعليم
تعلم في جامعة فلوريدا، وUniversity of Virginia School of Law، وجامعة فرجينيا، وجامعة ييل، و المعهد العالي بمِلبورن